# Namensgenerator
Ein Namensgenerator ist ein Computerprogramm, das sprachliche Regeln oder Techniken zur Kombination von Worten verwendet, um neue Namen zu generieren. Ein Namensgenerator wird oft mit einer bestimmten Anwendungsabsicht erstellt. Das reicht von Werbefachleuten, die den Generator benutzen, um Ideen für neue Markennamen zu finden, bis zu Menschen, die einen ungewöhnlichen Namen für ihren Nachwuchs oder ein Haustier suchen.

## Generator für Domainnamen
Einen sinnvollen Domainnamen zu finden und zu registrieren, ist zunehmend schwierig geworden, da die meisten der Wörter aus Wörterbüchern bereits von Organisationen oder Einzelpersonen registriert wurden. Eindeutige und sinnvolle Wortkombinationen, die nicht bereits registriert wurden, sind schwer zu finden.
Die Einführung neuer Top-Level-Domains hat das Problem gemildert, wenn auch viele international agierende Unternehmen immer noch eine „.com“-Domain bevorzugen. In einzelnen Branchen, z. B. im Bereich Startups und Software, haben sich in der Zwischenzeit alternative Top-Level-Domains wie .io oder .co durchgesetzt. Auch auf lokaler Ebene werden bestimmte Top-Level-Domains wie .bayern oder .berlin immer beliebter. Es gibt verschiedene Strategien, um gute Domainnamen auszuwählen: Die Verwendung des Firmennamens oder dessen Abkürzung, die Verwendung von branchenspezifischen Worten oder Phrasen oder einfach die Verwendung eines kurzen und einfach zu merkenden Namens. Diese Methoden werden üblicherweise von einem Domainnamen-Generator verwendet, der ein vom Nutzer bereitgestelltes Schlüsselwort mit einer Datenbank aus Präfixen und Suffixen kombiniert.
Ein Domainnamen Generator erzeugt eine Liste an Namen und befragt gleichzeitig eine Whois-Datenbank um zu prüfen, ob die resultierenden Namen noch verfügbar sind. Diese Art von Dienstprogramm wird auch im Rahmen des Domainhandels benutzt.

## Generator für fiktionale Namen
Dieser Typ Namensgenerator erzeugt fiktionale Namen, sogenannte Fantasy-Namen, für Menschen und Figuren, die im Rahmen von Rollenspielen als Namen für Spielercharaktere oder von Autoren schriftstellerischer Werke verwendet werden. Solch ein Namensgenerator erzeugt Namen von bestimmter Nationalität anhand der Kombination typischer Vornamen und Familiennamen. Technisch ausgefeiltere Regeln erzeugen beispielsweise die weibliche Form des Familiennamens, wie es in Russland oder Griechenland üblich ist. Andere Generatoren erzeugen völlig frei erfundene Namen basierend auf Textanalyse oder Silben, die in einer solchen Weise angeordnet werden, dass der Klang dem Genre entspricht: Namen für Elfen, Trolle etc.